# Trzy Chałupy (Trzebnica)
Pour les articles homonymes, voir Trzy Chałupy.
Trzy Chałupy est une localité polonaise de la gmina et du powiat de Trzebnica en voïvodie de Basse-Silésie.